# Accordi di San Giovanni di Moriana
Gli accordi di San Giovanni di Moriana furono conclusi tra Italia, Francia e Regno Unito, attraverso uno scambio di note, rispettivamente a Londra e a Parigi, tra il 18 e il 21-22 agosto 1917. Essi dunque non presero il nome dalle località dove tali note vennero firmate, bensì dal luogo ove si era svolta il 19 aprile precedente una conferenza inter-alleata che ne aveva tracciate le linee guida.
Il testo dell'accordo - redatto dal Ministero degli esteri italiano - era volto al raggiungimento di un accordo tra le tre nazioni al fine di trovare l'equilibrio dei rispettivi interessi in Medio Oriente. Fu principalmente negoziato e successivamente firmato dal ministro degli esteri italiano, il barone Sidney Sonnino, insieme coi ministri inglesi e francesi. La Russia non era rappresentata nell'accordo poiché il regime zarista era al collasso a causa della Rivoluzione russa. L'accordo era necessario agli alleati per assicurarsi la presa di posizione delle forze italiane in Medio Oriente. L'obiettivo era di equilibrare le forze militari coinvolte nel teatro del Medio Oriente della prima guerra mondiale, dove le forze russe (zariste) erano impegnate nella campagna del Caucaso che avrebbe portato alla nascita della Prima Repubblica di Armenia.

## Antefatti
I rappresentanti di Gran Bretagna, Francia, Russia e Italia si erano incontrati a Londra nel 1915 per firmare il cosiddetto "patto di Londra" che prevedeva l'ingresso dell'Italia nella prima guerra mondiale. Tuttavia, nel testo del patto di Londra la parte del Medio Oriente spettante all'Italia rimase indefinita. Il patto di Londra stabiliva che qualora si fosse giunti ad una spartizione dell'Impero ottomano, l'Italia avrebbe dovuto riceverne una "giusta parte" nella regione del golfo di Adalia. I confini di questa occupazione sarebbero stati decisi in un secondo momento.

## Applicazione degli accordi
Secondo i termini degli accordi di San Giovanni di Moriana alla Francia sarebbe stata concessa la regione di Adana, mentre l'Italia avrebbe ricevuto tutta la restante parte sud-occidentale dell'Anatolia, tra cui Smirne.
Nel 1919 il primo ministro greco, Eleutherios Venizelos, ottenendo dalla Conferenza di pace di Parigi il permesso per la Grecia di occupare Smirne, violò le disposizioni degli accordi di San Giovanni di Moriana, nonostante l'opposizione italiana.